# Mistrzostwa Świata w League of Legends
Mistrzostwa Świata w League of Legends – profesjonalny turniej e-sportowy rozgrywany corocznie, nieprzerwanie od 2011 roku, organizowany przez Riot Games jako zwieńczenie danego sezonu. Pierwsze mistrzostwa rozegrane zostały podczas DreamHack 2011 i zostały wygrane przez Fnatic. Do tej pory zwycięstwo trafiło raz do Europy, raz do Tajwanu, siedmiokrotnie do Korei Południowej oraz trzykrotnie do Chin.
Drużyny w latach 2012-2021 walczyły oprócz nagrody pieniężne, a także o podniesienie Pucharu Przywoływacza wykonanego przez Thomasa Lyte. W 2022 roku odsłonięto nowy puchar wykonany we współpracy z Tiffany & Co.
| Rok  | Zwycięzca        |
| ---- | ---------------- |
| 2011 | Fnatic           |
| 2012 | Taipei Assassins |
| 2013 | SKT T1           |
| 2014 | Samsung White    |
| 2015 | SKT T1           |
| 2016 | SKT T1           |
| 2017 | Samsung Galaxy   |
| 2018 | Invictus Gaming  |
| 2019 | FunPlus Phoenix  |
| 2020 | Damwon Gaming    |
| 2021 | Edward Gaming    |
| 2022 | DRX              |
| 2023 | T1               |
| 2024 | T1               |

## Historia

### Sezon 1 (2011)
Mistrzostwa Świata Sezonu 1 zostały rozegrane w czerwcu 2011 roku podczas DreamHack 2011 w Szwecji. Pula nagród wyniosła 100 tysięcy dolarów. W turnieju wzięło udział łącznie osiem drużyn wyłonionych w europejskich, północnoamerykańskich i azjatyckich eliminacjach. Wszystkie mecze turnieju obejrzane zostały przez niemal 1,7 mln unikalnych widzów, a spotkanie finałowe w szczytowym momencie oglądało 210 tysięcy widzów. W finale drużyna Fnatic zwyciężyła 2:1 z francuską drużyną Against All authority.
Do turnieju dostał się jeden Polak: Maciej "Shushei" Ratuszniak ze zwycięskiej drużyny Fnatic. Dodatkowo został uznany najcenniejszym zawodnikiem (MVP) turnieju.

### Sezon 2 (2012)
Po sukcesie finału w Jönköpingu, przedstawiciele Riot Games ogłosili, że na organizację mistrzostw w drugim sezonie na organizację mistrzostw zostanie poświęcone 5 milionów dolarów. Dwa miliony dolarów zostały przeznaczone partnerom Riot Games, między innymi IGN Pro League i innym stowarzyszeniom e-sportowym. Kolejne dwa miliony dolarów Riot przeznaczyło na kwalifikacje do Mistrzostw Świata Sezonu 2 oraz turniej finałowy. Pozostały milion dolarów został przeznaczony dla pozostałych organizatorów turniejów niezależnych.
Mistrzostwa Świata Sezonu 2 zostały rozegrane na początku października 2012 roku w Los Angeles w Kalifornii. Do turnieju zakwalifikowało się dwanaście drużyn z Chin, Europy, Ameryki Północnej, Korei Południowej oraz Azji Południowo-Wschodniej i Tajwanu. Faza grupowa, ćwierćfinały i półfinały odbyły się na przestrzeni 3 dni, od 4 do 6 października 2012. Finał odbył się tydzień później, 13 października w Galen Center na Uniwersytecie Południowej Kalifornii.
Ceremonia otwarcia rozpoczęła się odegraniem przez orkiestrę theme League of Legends, a przed rozgrywkami został odsłonięty Puchar Przywoływacza. Przy widowni liczącej dziesięć tysięcy fanów, tajwańskie Taipei Assassins pokonał południowokoreański zespół Azubu Frost 3:1, zdobywając nagrodę główną – 1 milion dolarów. Spotkanie finałowe transmitowano w trzynastu językach za pośrednictwem platform streamingowych m.in. Twitch.tv oraz Own3D.tv. W szczytowym momencie wydarzenie oglądało 1,154 miliona unikalnych widzów. Łącznie turniej obejrzało ponad 8,2 unikalnych widzów.

### Sezon 3 (2013)
Mistrzostwa Świata Sezonu 3 odbyły się jesienią 2013 roku w Los Angeles w Kalifornii. Czternaście zespołów z głównych regionów oraz drużyna dzikiej karty zakwalifikowało się do turnieju. 

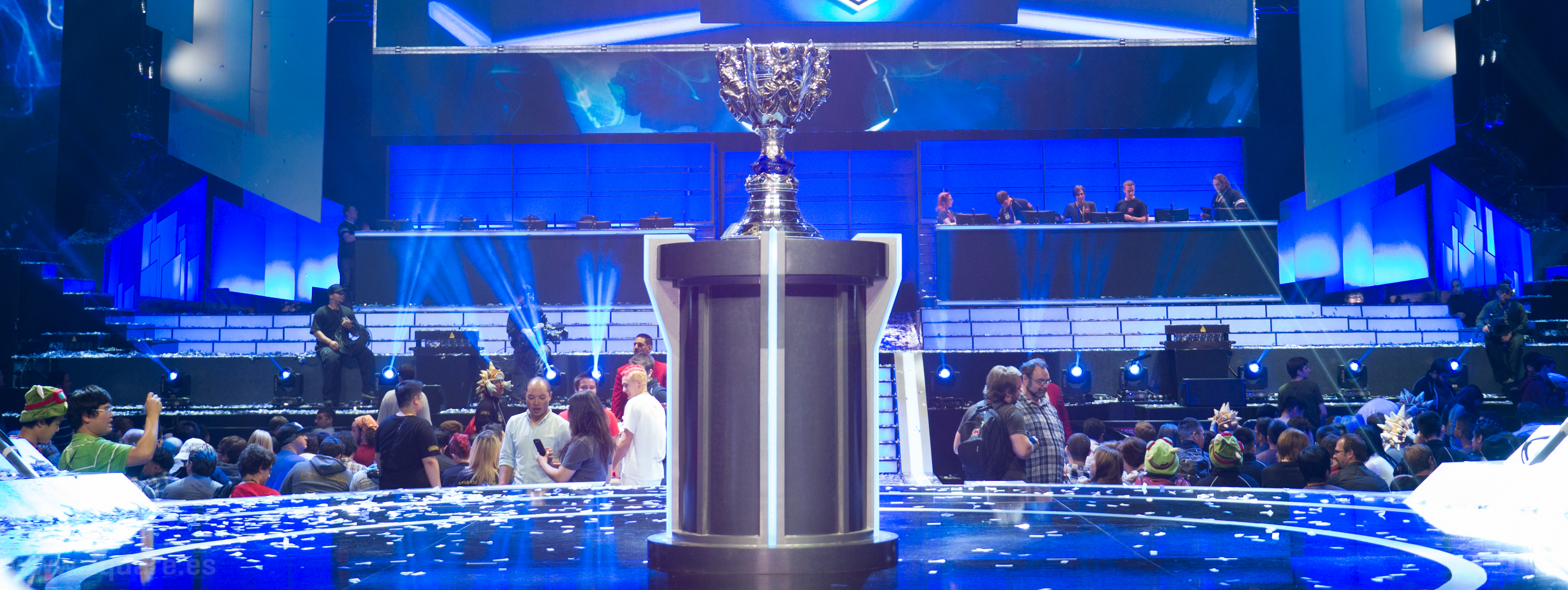
Puchar Przywoływacza na Mistrzostwach Świata Sezonu 3

Finał mistrzostw odbył się w Staples Center 4 października 2013. Ceremonię otwarcia rozpoczęła orkiestra, która następnie ustąpiła miejsca amerykańskiej grupie muzycznej Limp Bizkit. Południowokoreańska drużyna SK Telecom T1 pokonała chińską drużynę Royal Club z wynikiem 3:0, podnosząc Puchar Przywoływacza i zdobywając milion dolarów nagrody.
Według danych zgromadzonych przez Riot Games rozgrywki zostały obejrzane przez 32 miliony indywidualnych widzów, natomiast w szczytowym momencie liczba widzów na całym świecie miała sięgać 8,5 milionów odbiorców.

### 2014
Do Mistrzostw Świata 2014 zakwalifikowało się łącznie szesnaście drużyn (czternaście z kwalifikacji przeprowadzonych w głównych regionach oraz dwie drużyny zakwalifikowane dzięki dzikim kartom na targach gier: PAX, gdzie zwyciężyła drużyna z Brazylii oraz na Gamescome, gdzie zwyciężyła drużyna turecka).
Faza grupowa rozpoczęła się 18 września 2014 roku w Tajpej, a zakończyła 28 września w Singapurze. Osiem drużyn zakwalifikowało się do fazy pucharowej. Faza pucharowa rozpoczęła się 3 października 2014 roku.
Finał odbył się 19 października finałem na Seul World Cup Stadium. Na potrzeby turnieju piosenkę przewodnią "Wariors" skomponował i wykonał na żywo amerykański zespół muzyczny Imagine Dragons. Przy czterdziestopięciotysięcznej widowni fanów, południowokoreański zespół Samsung Galaxy White pokonał chińską drużynę Star Horn Royal Club i sięgnął po tytuł Mistrza Świata 2014, Puchar Przywoływacza oraz 1 mln dolarów. MVP turnieju został Cho "Mata" Se-hyeong.
Wszystkie mecze turnieju były transmitowane online za darmo przez czterdziestu partnerów Riot Games w dziewiętnastu językach. Finały obejrzało 27 milionów unikalnych widzów, z czego w szczytowym momencie 11,2 mln oglądało je w tym samym czasie (razem z chińskimi platformami streamingowymi). Średni czas oglądania wzrósł z 42 do 67 minut.

### 2015
Po sezonie 2014 Riot Games wprowadziło szereg zmian do rozgrywek regionalnych oraz swojej marki e-sportu. Liczba drużyn w LCS (League Championship Series) oraz EU LCS wzrosła z 8 do 10. Ogłoszono drugi turniej, Mid-Season Invitational (MSI) w połowie sezonu, który miał obejmować po jednej drużynie z każdego regionu oraz jedną dzika kartę. Dodatkowo wraz z początkiem sezonu, wszystkie drużyny zostały zobowiązane do wystawienia głównego trenera w swoich meczach rywalizacyjnych, który pozostaje na scenie i rozmawia z zespołem w fazie wybierania i odrzucania postaci.
Mistrzostwa Świata 2015 odbyły się w Europie w październiku 2015 roku, przystąpiło do nich szesnaście drużyn z całego świata (czternaście z głównych regionów oraz dwie dzikie karty z Południowej Azji oraz Brazylii, które uzyskali na International Wildcard Tournament, odpowiednio w Turcji oraz Chile).
Faza grupowa była rozgrywana w Paryżu od 1 do 11 października. Ćwierćfinały rozegrano na Wembley Arena w Londynie w dniach 15-18 października. Tydzień później (24-25 października) na Brussels Expo w Brukseli zostali wyłonieni finaliści. Finał odbył się 31 października w Berlinie. Piosenka przewodnia wydarzenia "Worlds Colide" została wykonana przez amerykańską wokalistkę Nicki Taylor. Na hali Mercedes-Benz Arena przy siedemnastotysięcznej publiczności drużyna SKT Telecom T1 pokonała drugą południowokoreańską formację KOO Tigers 3:0, tym samym po raz drugi zdobywając główne nagrody - tytuł mistrza, Puchar Przywoływacza oraz 1 milion dolarów. Gracz górnej linii zwycięskiego zespołu, Jang "MaRin" Gyeong-Hwan, został wybrany MVP finału.
Finały obejrzało 36 milionów unikalnych widzów, a szczytowa oglądalność (razem z chińskimi platformami streamingowymi) wyniosła 14 milionów. Średnia oglądalność wynosiła 4,2 miliona widzów.

### 2016
Mistrzostwa Świata 2016 odbyły się w Stanach Zjednoczonych. Do turnieju przystąpiło szesnaście drużyn (czternaście z głównych regionów oraz dwie dzikie karty z Brazylii oraz Rosji, które uzyskały na International Wildcard Qualifier w Brazylii).
Faza grupowa odbywała się od 29 września do 9 października w San Francisco, ćwierćfinały w Chicago w dniach 13-16 października, a półfinały na Madison Square Garden w Nowym Jorku w dniach 21–22 października. Finał odbył się 30 października na Staples Center przy osiemnastotysięcznej publiczności w Los Angeles. Podczas ceremonii otwarcia obok orkiestry, niemiecki DJ Zedd odtworzył piosenkę przewodnią "Ignite". W finale tytuł mistrza świata został obroniony przez SK Telecom T1, które w finale wynikiem 3:2 pokonało drużynę Samsung Galaxy, tym samym zdobywając trzeci tytuł dla organizacji. Nagrodę MVP finału zdobył Lee „Faker” Sang-hyeok.
Pula nagród tych mistrzostw, łącznie z przychodami ze sprzedaży elementów kosmetycznych w grze wyniosła ponad 6,7 mln dolarów. Liczba unikalnych widzów oglądających spotkanie finałowe osiągnęła próg 43 milionów widzów, a w szczytowym momencie wyniosła 14,7 miliona widzów. Znaczny procent oglądalności stanowiła chińska publiczność. Najwyższa oglądalność poza chińskimi platformami streamingowymi wynosiła 1,56 miliona unikalnych widzów podczas spotkania SKT T1 i Samsung Galaxy, a średnia ilość widzów wynosiła 642 tysiące.
Do turnieju dostało się dwóch Polaków: Marcin „Jankos” Jankowski oraz Oskar „Vander” Bodgan w drużynie H2k-Gaming (miejsce 3-4).

### 2017
Mistrzostwa Świata 2017 odbyły się w Chinach. Pula drużyn została zwiększona z szesnastu do dwudziestu czterech (dwadzieścia drużyn z głównych regionów: Korea, Chiny, Europa, Ameryka Północna, LMS (Tajwan/Hongkong/Makau) oraz Południowej Azji oraz cztery drużyny walczące w fazie play-in, do której zakwalifikowało się dwanaście drużyn z niższych miejsc w głównych regionach oraz z mniejszych regionów takich jak Rosja, Japonia czy Ameryka Łacińska).
Fazy wstępna oraz grupowa odbyły się w Wuhan w okresie 23 września - 15 października. Ćwierćfinały w Guangzhou w dniach 19-22 października, półfinały w Szanghaju na Shanghai Oriental Sports Center w dniach 28-29 października. Finał odbył się 4 listopada w Pekinie na Beijing National Stadium przy ponad dziewięćdziesięciotysięcznej widowni. W ceremonii otwarcia udział wzięli: tajwański muzyk Jay Chou ze zremiksowaną wersją utworu "Hero", amerykańska wokalistka Chrissy Costanze Against the Current z piosenką przewodnią "Legends Never Die". Performance zawierał elementy pantomimy oraz rozszerzonej rzeczywistości. W finale ponownie spotkały się drużyny Samsung Galaxy oraz SKT T1, jednak tym razem to drużyna Samsunga pokonała SKT wynikiem 3:0. Strzelec zwycięskiej drużyny Park "Ruler" Jae-hyuk został mianowany MVP finału.
Pula nagród została powiększona o blisko 2,7 miliona dolarów ze sprzedaży elementów kosmetycznych. Według danych Riot Games finałowe starcie oglądało 57,6 milionów unikalnych widzów. Za pośrednictwem zachodnich platform streamingowych w szczytowym momencie finałowe starcie oglądało ponad 2,1 miliona widzów.

### 2018
Mistrzostwa Świata 2018 odbyły się w Korei Południowej. Ponownie do wydarzenia przystąpiły dwadzieścia cztery drużyny, a jego format nie różnił się od zeszłorocznego. Faza wstępna odbyła się w Seulu w dniach 1-7 października, faza grupowa w dniach 10-17 października w Busan, gdzie również w dniach 20-21 października rozegrano ćwierćfinały. Półfinały odbyły się w Gwangju w dniach 27-28 października. Finał odbył się 3 listopada w Incheon na Incheon Munhak Stadium. Ceremonia otwarcia po poprzedniej zyskała duże zainteresowanie. Ponad dziewięćdziesiąt milionów widzów obejrzało występ stworzonej na potrzeby gry k-popowej grupy muzycznej w rozszerzonej rzeczywistości. Artystki Soyeon oraz Miyeon z zespołu (G)I-dle, Madison Beer oraz Jaira Burns były odpowiednikami śpiewających na scenie gwiazdami zespołu K/DA z utworem "Popstars". Po ich występie została odegrany przewodni utwór mistrzostw "RISE" skomponowana przez amerykańskie zespoły The Glitch Mob i The Word Alive oraz DJ-a Mako. Turniej zwyciężyła chińska drużyna Invictus Gaming, która wynikiem 3:0 pokonała europejską drużynę Fnatic. Tytuł MVP finału został zdobyty przez leśnika zwycięskiej drużyny Gao "Ning" Zhenninga.
Według danych Riot Games, ze względu na udział chińskiej formacji w finale, ten cieszył się bardzo dużą popularnością. Oglądalność miała wynosić 99,6 miliona unikalnych widzów, a w szczytowym momencie spotkanie miało zgromadzić przed odbiornikami 44 miliony widzów. Jednocześnie w komunikacie przedstawiciele Riot Games stwierdzili, że weryfikacja dokładności i autentyczności przez firmę jest trudna przez wzgląd na opóźnienia w raportowaniu liczb. Z zachodnich platform stremingowych w szczytowym momencie miało korzystać ponad 2,04 miliony widzów.
Do turnieju dostało się trzech Polaków: Marcin "Jankos" Jankowski w drużynie G2 Esports (miejsce 3-4) oraz Mateusz "Kikis" Szkudlarek i Jakub "Jactroll" Skurzyński w dryżynie Team Vitality (miejsce 9-11).

### 2019
Mistrzostwa Świata 2019 odbyły się w Europie. Ponownie do wydarzenia przystąpiły dwadzieścia cztery drużyny, a jego format nie różnił się od poprzednich. Faza wstępna odbyła się w dniach 2-8 października w studiu League of Legends European Championship w Berlinie wyłaniając m.in. drużynę z Hongkongu co wywołało kontrowersje spowodowane protestami. Faza grupowa również odbyła się w Berlinie na Verti Music Hall w dniach 12-20 października. Ćwierćfinały (26-27 października) oraz półfinały (2-3 listopad) odbyły się na Palacio Vistalegre w Madrycie. Finał odbył się 10 listopada na AccorHotels Arena w Paryżu przy ponad dwudziestotysięcznej widowni. Często podkreślanym elementem podczas mistrzostw było upamiętnienie dziesiątej rocznicy utworzenia gry. W ceremonii otwarcia udział wzięli: amerykańska wokalistka Valerie Broussard z utworem przewodnią sezonu "Aweken", artyści Becky G, Keke Palmer, Soyeon z zespołu (G)I-dle, Duckwrth i Thutmos którzy wykonali utwór "Giants" podobnego w założeniach do zeszłorocznego zespołu True Damage stworzonego przez Riot Games, oraz amerykańskie wokalistki Cailin Russo oraz Chrissy Costanzy z utworem przewodnim mistrzostw pt. "Phoenix". Cała oprawa wizualna była bogata w hologramy wyświetlane na płaszczyźnie 360°. Mistrzostwo zdobyła chińska drużyna FunPlus Phoenix która pokonała europejską formację G2 Esports 3:0. Leśnik zwycięskiej drużyny Gao "Tian" Tianliang został mianowany MVP finału.
Według danych Riot Games transmitowane w szesnastu językach wydarzenie ponownie oglądało ponad 44 miliony widzów w szczytowym momencie, a liczba unikalnych widzów przekroczyła 127 miliony osób. Z zachodnich platform streamingowych w szczytowym momencie korzystało 3,98 miliona widzów.
Do turnieju dostał się jeden Polak: Marcin "Jankos" Jankowski w drużynie G2 Esports (miejsce 2).

### 2020
Mistrzostwa Świata 2020 odbyły się Chinach. W wyniku połączenia rejonów Azji Południowej z Hongkongiem, Tajwanem i Makau, regiony Europa oraz Chiny zyskały po jednym slocie dla drużyny w fazie grupowej. Do wydarzenia ponownie zostały zaproszone dwadzieścia cztery drużyny. Jednak z powodu pandemii wirusa COVID-19, do wydarzenia nie mogły przystąpić drużyny z Wietnamu. Z tego powodu faza wstępna została przemodelowana. Wszystkie fazy z wyjątkiem finału odbyły się w Szanghaju w Shanghai Media Tech Studio bez udziału publiczności w okresie 25 września - 25 października. Finał odbył się 31 października na stadionie Pudong w Szanghaju przy ponad 6312 fanach (jednakże chęć zakupienia biletu zgłosiło ponad 3 miliony graczy). Motywem przewodnim całego turnieju był fakt okrągłej, dziesiątej rocznicy mistrzostw. Ceremonia otwarcia ze względu na ograniczenia odbyła się w reżimie sanitarnym. Do jej elementów należały: wystąpienie zespołu K/DA (w składzie Madison Beer, Soyeon i Miyeon z (G)I-DLE, Jaira Burns oraz Lexie Liu, która jako jedyna wystąpiła na scenie) z utworem "More", wykonanie piosenki przewodniej sezonu "Warriors" z udziałem 2WEI i Eddy Hayes, oraz piosenki przewodniej mistrzostw "Take Over", skomponowaną przez Henry'ego Lau, Maxa Schneidera oraz wokalistę A Day to Remember, Jeremy'ego McKinnona. Mistrzostwo zdobyła południowokoreańska drużyna DAMWON Gaming która pokonała chińską drużynę Suning 3:1. Leśnik zwycięskiej drużyny Kim „Canyon” Geon-bu, został mianowany MVP finału.
Według danych Riot Games średnia oglądalność meczów fazy wstępnej wyniosła 3,6 miliona widzów. Finał transmitowany w szesnastu językach na dwudziestu platformach streamingowych, zgromadził 23,04 średniej minutowej widowni, oraz 45,95 milionów widzów w szczytowym momencie.
Do turnieju dostało się czterech Polaków: Marcin "Jankos" Jankowski w drużynie G2 Esports (miejsce 3-4), Oskar "Selfmade" Boderek w drużynie Fnatic (miejsce 5-8), Kacper "Inspired" Słoma i Oskar "Vander" Bogdan w drużynie Rogue (miejsce 13-14).

### 2021
Mistrzostwa świata planowo miały odbyć się w Chinach, jednak z powodu ograniczeń w przemieszczaniu się spowodowanych przeciągającą się pandemią COVID-19, po wiosennym sukcesie MSI, przeniesiono je na Islandię. W Mistrzostwach wzięły udział dwadzieścia dwie drużyny z jedenastu lig na całym świecie. Ponownie zabrakło reprezentantów Wietnamu, z tego powodu trzecia europejska drużyna otrzymała natychmiastowy awans do fazy grupowej. Wszystkie mecze fazy wstępnej, grupowej oraz finałowej odbyły się na Laugardalshöll, w Reykjavíku na Islandii, bez udziału publiczności od 5 października do 6 listopada.
Zamiast klasycznej ceremonii otwarcia, odtworzony został materiał łączący się z promocją premiery serialu animowanego Arcane. W projekcie sponsorowanym przez MasterCard wzięli udział Imagine Dragons, JID, Denzel Curry, Bea Miller i PVRIS. Utworem przewodnim mistrzostw było "Burn It All Down". Turniej wygrała chińska drużyna EDward Gaming, pokonując 3:2 w finale faworyta oraz obrońcę tytułu - DWG KIA. Środkowy Lee "Scout" Ye-chan został wybrany najlepszym zawodnikiem serii. Finałowe starcie przyciągnęło przed ekrany monitorów ponad 4 mln widzów (nie licząc chińskich platform streamingowych).
Do turnieju dostało się dwóch Polaków: Kacper "Inspired" Słoma i Adrian "Trymbi" Trybus w drużynie Rogue (miejsce 9-11).

### 2022
Mistrzostwa odbyły się w Stanach Zjednoczonych i Meksyku. Do turnieju zakwalifikowały się dwadzieścia cztery drużyny z jedenastu lig, tym razem wyjątkowo zabrakło rosyjskiej drużyny z regionu Wspólnoty Niepodległych Państw, po odwołaniu tamtejszych rozgrywek w wyniku inwazji Rosji na Ukrainę, w wyniku czego ich miejsce zajęła czwarta drużyna z Europy.
Faza wstępna była rozgrywana w Arena Esports Stadium w Meksyku, faza grupowa oraz ćwierćfinały w Hulu Theatre at Madison Square Garden w Nowym Jorku, półfinały w State Farm Arena w Atlancie. Finał został rozegrany w Chase Center w San Francisco. Ceremonia otwarcia obejmowała wykonanie utworów "The Call" przez Eddę Hayes, "Fire to the Fuse" przez Jacksona Wang oraz utwór przewodni mistrzostw "STAR WALKIN'" przez Lil Nas X w bogatej oprawie audiowizualnej. W finale spotkały się dwie południowokoreańskie drużyny T1 oraz DRX. Narracja dookoła finalistów dotyczyła głównie pretendenta do czwartego tytułu środkowego T1 Fakera oraz strzelca DRX - Defta. W pięciomapowym spotkaniu DRX wygrało z T1 wynikiem 3:2, jako pierwsza drużyna rozpoczynająca mistrzostwa w fazie wstępnej. Hwang "Kingen" Seong-hoon został wybrany najlepszym zawodnikiem serii. Finałowe starcie oprócz osiemnastotysięcznej widowni, na platformach streamingowych oglądało ponad 5,1 mln widzów, ogólna oglądalność spadła względem poprzednich lat z powodu późnych godzin nadawania w Azji i Europie.
Do turnieju dostało się trzech Polaków: Adrian "Trymbi" Trybus w drużynie Rouge (miejsce 5-8), Marcin "Jankos" Jankowski w drużynie G2 Esports (miejsce 11-14) oraz Kacper "Inspired" Słoma w amerykańskiej drużynie Evil Geniuses (miejsce 11-14).

### 2023
Mistrzostwa odbyły się w Korei Południowej. Do turnieju dostały się dwadzieścia dwie drużyny z dziewięciu lig. Drużyny z Australii i Oceani zostały włączone w cykl zmagań ligi południowoazjatyckiej, natomiast ligę turecką włączono w cykl europejskich lig regionalnych. Ostatnia drużyna awansowała do turnieju w poprzedzającym go turnieju kwalifikacyjnym rozegranym między reprezentantami lig amerykańskiej oraz europejskiej.
Format turniejowy uległ zmianie w stosunku do poprzednich lat. Do najważniejszych zmian należała zmiana fazy grupowej, na fazę z systemem szwajcarskim. Faza wstępna, faza z systemem szwajcarskim oraz finał odbyły się w Seulu, ćwierćfinały i półfinały w Pusan.
W ceremonii otwarcia na Gocheok Sky Dome w Seulu, udział wzięli artyści: Tyler Smith i DJ MAKO z wykonaniem hymnu z 2018 r. "RISE", południowokoreański girlsband NewJeans z utworem przewodnim wydarzenia "GODS", Baekhyun z koreańskich bandów Exo oraz SuperM, a także ØZI, Tobi Lou oraz Cal Scruby użyczający głosów wirtualnemu boysbandowi Heartsteel w utworze "PARANOIA". W finale spotkały się: poprzedni finalista mistrzostw świata, południowokoreańska drużyna T1 oraz chińska Weibo Gaming. Spotkanie zakończyło się na korzyść Koreańczyków i z wynikiem 3:0, a T1 jako organizacja uzyskała czwarty tytuł Mistrza Świata. Choi "Zeus" Woo-je został wybrany najlepszym zawodnikiem serii.
Do turnieju dostał się jeden Polak: Adrian "Trymbi" Trybus w drużynie Fnatic (miejsce 9-11).

### 2024
Mistrzostwa odbyły się w Europie. Do turnieju zakwalifikowało się dwadzieścia drużyn z ośmiu regionów. Ligę japońską włączono w cykl zmagań południowoazjatyckiej. W porównaniu do poprzedniego roku, wyniki podczas MSI miały znaczenie dla rozmieszczenia slotów na mistrzostwa. Gen.G jako mistrz uzyskał automatyczną kwalifikację (pod warunkiem awansu do fazy pucharowej w regionie), natomiast chiński region LPL otrzymał jedno dodatkowe miejsce w fazie głównej.
Faza wstępna oraz faza z systemem szwajcarskim odbyły się w Berlinie, w Riot Games Arena, ćwierćfinały (17-20 października) oraz półfinały (26-27 października) w Paryżu, a finały (2 listopada) w Londynie. Podczas ceremonii otwarcia na hali O2 Arena w Londynie wzięli udział artyści: Ashnikko z utworem "Paint The Town Blue", promującą drugi sezon serialu Arcane, amerykańska wokalistka Mars Atlas oraz niemiecka wokalistka Tiffany Aris z utworem przewodnim sezonu "Still Here" oraz amerykański zespół LINKIN PARK z utworem przewodnim mistrzostw "Heavy Is The Crown".
Do turnieju dostało się trzech Polaków: Kacper "Inspired" Słoma oraz Alan "Busio" Cwalina w amerykańskiej drużynie FlyQuest (5-8 miejsce) oraz Bartłomiej "Fresskowy" Przewoźnik w hiszpańskiej drużynie Mad Lions KOI (15-16 miejsce).

## Medaliści mistrzostw świata
| Rok  | Lokalizacja finału | Mistrz           | Wynik | Finalista             | Półfinaliści        | Półfinaliści      | Pula nagród |
| 2011 | Jönköping          | Fnatic           | 2:1   | against All authority | Team SoloMid        | Team SoloMid      | $ 99,500    |
| 2012 | Los Angeles        | Taipei Assassins | 3:1   | Azubu Frost           | CLG Europe          | Moscow Five       | $ 2,000,000 |
| 2013 | Los Angeles        | SK Telecom T1    | 3:0   | Royal Club            | Fnatic              | NaJin Black Sword | $ 2,050,000 |
| 2014 | Seul               | Samsung White    | 3:1   | Star Horn Royal Club  | OMG                 | Samsung Blue      | $ 2,130,000 |
| 2015 | Berlin             | SK Telecom T1    | 3:1   | KOO Tigers            | Fnatic              | Origen            | $ 2,130,000 |
| 2016 | Los Angeles        | SK Telecom T1    | 3:2   | Samsung Galaxy        | H2k-Gaming          | ROX Tigers        | $ 5,070,000 |
| 2017 | Pekin              | Samsung Galaxy   | 3:0   | SK Telecom T1         | Royal Never Give Up | Team WE           | $ 4,596,591 |
| 2018 | Inczon             | Invictus Gaming  | 3:0   | Fnatic                | G2 Esports          | Cloud9            | $ 6,450,000 |
| 2019 | Paryż              | FunPlus Phoenix  | 3:0   | G2 Esports            | SK Telecom T1       | Invictus Gaming   | $ 2,225,000 |
| 2020 | Szanghaj           | DamWon Gaming    | 3:1   | Suning                | G2 Esports          | Top Esports       | $ 2,225,000 |
| 2021 | Reykjavík          | EDward Gaming    | 3:2   | DWG KIA               | T1                  | Gen.G             | $ 2,225,000 |
| 2022 | San Francisco      | DRX              | 3:2   | T1                    | Gen.G               | JD Gaming         | $ 2,225,000 |
| 2023 | Seul               | T1               | 3:0   | Weibo Gaming          | Bilibili Gaming     | JD Gaming         | $ 2,225,000 |
| 2024 | Londyn             | T1               | 3:2   | Bilibili Gaming       | Weibo Gaming        | Gen.G             | $ 2,225,000 |

## Zwycięzcy mistrzostw świata
| No. | Zwycięstwa | Imię i nazwisko         | Pseudonim   | Rok zwycięstwa               |
| --- | ---------- | ----------------------- | ----------- | ---------------------------- |
| 1   | 5          | Lee Sang-hyeok          | Faker       | 2013, 2015, 2016, 2023, 2024 |
| 2   | 3          | Bae Seong-woong         | Bengi       | 2013, 2015, 2016             |
| 3   | 2          | Bae Jun-sik             | Bang        | 2015, 2016                   |
| 3   | 2          | Cho Geon-hee            | BeryL       | 2020, 2022                   |
| 3   | 2          | Lee Ho-seong            | Duke        | 2016, 2018                   |
| 3   | 2          | Lee Min-hyeong          | Gumayusi    | 2023, 2024                   |
| 3   | 2          | Ryu Min-seok            | Keria       | 2023, 2024                   |
| 3   | 2          | Mun Hyeon-jun           | Oner        | 2023, 2024                   |
| 3   | 2          | Lee Jae-wan             | Wolf        | 2015, 2016                   |
| 3   | 2          | Choi Woo-je             | Zeus        | 2023, 2024                   |
| 7   | 1          | Kang Chan-yong          | Ambition    | 2017                         |
| 7   | 1          | Wang Liu-Yi             | Baolan      | 2018                         |
| 7   | 1          | Chang Bo-Wei            | BeBe        | 2012                         |
| 7   | 1          | Kang Sun-gu             | Blank       | 2016                         |
| 7   | 1          | Kim Geon-bu             | Canyon      | 2020                         |
| 7   | 1          | Jo Yong-in              | CoreJJ      | 2017                         |
| 7   | 1          | Liu Qing-Song           | Crisp       | 2019                         |
| 7   | 1          | Lee Min-ho              | Crown       | 2017                         |
| 7   | 1          | Lee Seong-jin           | Cuvee       | 2017                         |
| 7   | 1          | Lauri Happonen          | Cyanide     | 2011                         |
| 7   | 1          | Choi In-kyu             | DanDy       | 2014                         |
| 7   | 1          | Kim Hyuk-kyu            | Deft        | 2022                         |
| 7   | 1          | Kim Tae-sang            | Doinb       | 2019                         |
| 7   | 1          | Lee Ji-hoon             | Easyhoon    | 2015                         |
| 7   | 1          | Li Xuan-Jun             | Flandre     | 2021                         |
| 7   | 1          | Jang Yong-jun           | Ghost       | 2020                         |
| 7   | 1          | Kim Han-saem            | GimGoon     | 2019                         |
| 7   | 1          | Kang Min-seung          | Haru        | 2017                         |
| 7   | 1          | Gu Seung-bin            | imp         | 2014                         |
| 7   | 1          | Jeong Eon-young         | Impact      | 2013                         |
| 7   | 1          | Yu Wen-Bo               | JackeyLove  | 2018                         |
| 7   | 1          | Zhao Li-Jie             | Jiejie      | 2021                         |
| 7   | 1          | Lee Ju-han              | Juhan       | 2022                         |
| 7   | 1          | Hwang Seong-hoon        | Kingen      | 2022                         |
| 7   | 1          | Lin Wei-Xiang           | Lwx         | 2019                         |
| 7   | 1          | Manuel Mildenberger     | LamiaZealot | 2011                         |
| 7   | 1          | Sung "Alex" Kuan-Po     | Lilballz    | 2012                         |
| 7   | 1          | Jang Hyeong-seok        | Looper      | 2014                         |
| 7   | 1          | Jang Gyeong-hwan        | MaRin       | 2015                         |
| 7   | 1          | Cho Se-hyeong           | Mata        | 2014                         |
| 7   | 1          | Tian Ye                 | Meiko       | 2021                         |
| 7   | 1          | Peter Meisrimel         | Mellisan    | 2011                         |
| 7   | 1          | Chen Hui-Chung          | MiSTakE     | 2012                         |
| 7   | 1          | Gao Zhen-Ning           | Ning        | 2018                         |
| 7   | 1          | Jang Ha-gwon            | Nuguri      | 2020                         |
| 7   | 1          | Heo Won-seok            | PawN        | 2014                         |
| 7   | 1          | Chae Gwang-jin          | Piglet      | 2013                         |
| 7   | 1          | Hong Chang-hyeon        | Pyosik      | 2022                         |
| 7   | 1          | Lee Jeong-hyeon         | PoohManDu   | 2013                         |
| 7   | 1          | Song Eui-jin            | Rookie      | 2018                         |
| 7   | 1          | Park Jae-hyuk           | Ruler       | 2017                         |
| 7   | 1          | Lee Ye-chan             | Scout       | 2021                         |
| 7   | 1          | Heo Su                  | ShowMaker   | 2020                         |
| 7   | 1          | Maciej Ratuszniak       | Shushei     | 2011                         |
| 7   | 1          | Wang June-Tsan          | Stanley     | 2012                         |
| 7   | 1          | Kang Seung-lok          | TheShy      | 2018                         |
| 7   | 1          | Gao Tian-Liang          | Tian        | 2019                         |
| 7   | 1          | Lau "Kurtis" Wai Kin    | Toyz        | 2012                         |
| 7   | 1          | Park Do-hyeon           | Viper       | 2021                         |
| 7   | 1          | Enrique Cedeño Martínez | xPeke       | 2011                         |
| 7   | 1          | Kim Geon-woo            | Zeka        | 2022                         |